# Musicians Defend Ukraine
Musicians Defend Ukraine (MDU, укр. Музиканти захищають Україну) — український благодійний фонд, що займається підтримкою українських музикантів — учасників російсько-української війни; заснований у березні 2022 року командою музичних діячів.

## Історія
Фонд заснували у березні 2022 року, після російського вторгнення в Україну. Його засновники: Лесик Драчук (учасник гурту Tik Tu, засновник студії «Шпиталь Рекордс»), Анна Євстігнєєва та Антон Пушкар (учасники гурту Love'n'Joy), Юрій Базака та Катерина Войчук (засновники культурної агенції kontrabass promo). Мета фонду — забезпечувати усім необхідним музикантів, що беруть участь у російсько-українській війні. Офіційно фонд спочатку був зареєстрований як громадська організація «Шпиталь Культурний», а з вересня 2022 року — ГО «Musicians Defend Ukraine».
Перш за все за допомогою фонд звертався до працівників музичної індустрії за кордоном, які розуміють важливість збереження та підтримки музичної індустрії. За перші два місяці роботи фонд зібрав більше 42 тисяч євро та допоміг багатьом військовим забезпеченням від тактичного одягу і аптечок до автомобілів і тепловізорів. 

## Підтримка
- У підтримку фонду йому передавали виручені кошти такі виконавці, як «ДахаБраха»[8], Kurs Valüt[9], Los Colorados[10], «Пиріг і Батіг»[11], Love'n'Joy[12], Антон Слєпаков та Андрій Соколов[13], Slavalachia, Паліндром[14], The Unsleeping[15] та інші, а також лейбли Worn Pop[16] та Liky Pid Nohamy[17].
- У червні 2022 року фестиваль «Свято музики у Львові» передав фонду частину зібраних коштів[18].
- Український журнал про музику та культуру «Потоп» із початку російського вторгнення 2022 року весь дохід із продажів передавав фонду[19].
- Електронний музикант Philipp Markovich випустив проєкт Silence of Sirens зі звуками сирен повітряної тривоги, записаними в різних областях України. Частину отриманих коштів за продажі альбому на платформі Bandcamp виконавець передав фонду[20].